# Chiesa di Sant'Agata (Caltagirone)
La chiesa di Sant'Agata è un edificio religioso sito nel centro storico della città siciliana di Caltagirone.

## Storia
La chiesa è stata eretta nel 1576 su richiesta di Gilberto Isfar y Corillas, vescovo di Siracusa. Nel 1776, l'architetto Natale Bonaiuto effettuò una ristrutturazione parziale dell'edificio. 
Nel 1883 il decano Antonio Zafferana, rettore della chiesa, l’arricchì di nuovi stucchi e di un nuovo altare maggiore in marmo. Essa, con elegante prospetto barocco di pietra intagliata, è rivolta a settentrione. 
Negli anni 1924-1925 la chiesa fu restaurata dall’attivo rettore, il can. Francesco Traversa, da San Michele di Ganzaria, esperto d’arte, che vi costituì la Pia Unione dell’Immacolata, aggregata alla primaria del Santuario di Lourdes, con le indulgenze ed i privilegi del 15 febbraio 1915. Ne fu rettore, prima del Traversa, il padre crocifero Giacomo Cona; e dopo ricordiamo i canonici Salvatore Busà, mons. Costantino La Magna, mons. Mario Messina e l'attuale don Innocenzo Mangano.
Tra il 2015 ed il 2016 è stato eseguito un intervento alle coperture a falda, alla volta della navata ed al consolidamento delle centinature lignee, ai prospetti, ed alla collocazione di idoneo sistema anticaduta di protezione collettivo – linee vita.

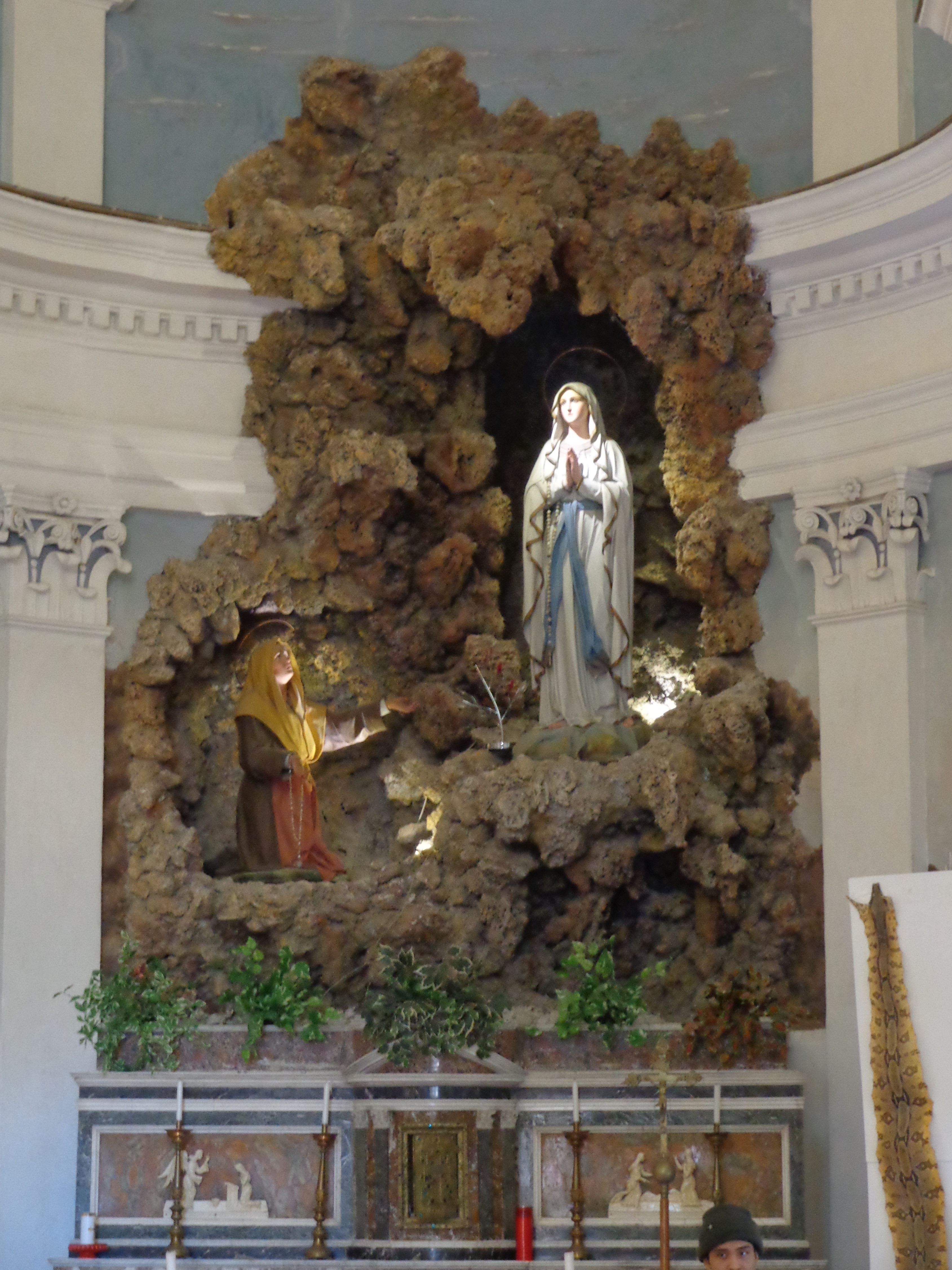
Altare maggiore

## Descrizione

### Prospetto
La facciata è caratterizzata dalla presenza di un portale con timpano, e sovrastante ampia apertura, vi sono due lesene poste alle estremità del prospetto definite alla loro sommità dal cornicione, al di sopra del quale è posto un campanile in pietra arenaria triforo decorato da inserti a buglia maiolicati.

### Aula
La chiesa è costituita da una unica navata centrale, coperta da una volta a botte con “unghie” in corrispondenza delle aperture laterali; la pianta rettangolare si sviluppa da est verso ovest a raggiungere l’area absidale. Sui rispettivi due lati, sono posti tre altari laterali in legno; mentre sul portale di ingresso è presente una balconata per il coro.
Il suo interno, ad unica navata, è decorato di stucchi e di altari marmorei, ornati delle tele ad olio della Madonna della Lettera, donata dal senato messinese a quello di Caltagirone nel 1799, di San Giacomo Maggiore, di Sant'Anastasia vergine e martire, di San Paolino da Nola ed ancora delle statue di terracotta della Madonna di Lourdes e di Santa Bernadette Soubirous, collocate sull'altare maggiore dal 1917 e di quella lignea di Sant’Agata.
Sono inoltre degne di nota: l’acquasantiera di marmo, datata 1610, di Giandomenico Gagini junior, una lastra ovale di maiolica con epigrafe, che ricorda la benedizione della chiesa, avvenuta il 24 gennaio 1792. 